# Kostaryka na Letnich Igrzyskach Olimpijskich 2020
Kostarykę na Letnich Igrzyskach Olimpijskich 2020 reprezentowało 13 zawodników: 5 mężczyzn i 8 kobiet. Był to 16 start reprezentacji Kostaryki na letnich igrzyskach olimpijskich.

## Skład kadry

### Gimnastyka
| Zawodniczka      | Konkurencja             | Kwalifikacje | Kwalifikacje | Kwalifikacje | Kwalifikacje | Kwalifikacje | Kwalifikacje | Finał     | Finał     | Finał     | Finał     | Finał | Finał   | Źródło |
| Zawodniczka      | Konkurencja             | Przyrządy    | Przyrządy    | Przyrządy    | Przyrządy    | Razem        | Pozycja      | Przyrządy | Przyrządy | Przyrządy | Przyrządy | Razem | Pozycja | Źródło |
| Zawodniczka      | Konkurencja             | V            | UB           | BB           | F            | Razem        | Pozycja      | V         | UB        | BB        | F         | Razem | Pozycja | Źródło |
| ---------------- | ----------------------- | ------------ | ------------ | ------------ | ------------ | ------------ | ------------ | --------- | --------- | --------- | --------- | ----- | ------- | ------ |
| Luciana Alvarado | wielobój indywidualnie  | 13,433       | 12,741       | 12,966       | 12,166       | 51,306       | 51.          | NQ        | NQ        | NQ        | NQ        | NQ    | NQ      | [ 3 ]  |
| Luciana Alvarado | ćwiczenia na poręczach  | N/A          | 12,741       | N/A          | N/A          | 12,741       | 55.          | NQ        | NQ        | NQ        | NQ        | NQ    | NQ      | [ 3 ]  |
| Luciana Alvarado | ćwiczenia na równoważni | N/A          | N/A          | 12,966       | N/A          | 12,966       | 37.          | NQ        | NQ        | NQ        | NQ        | NQ    | NQ      | [ 3 ]  |
| Luciana Alvarado | ćwiczenia wolne         | N/A          | N/A          | N/A          | 12,166       | 12,166       | 66.          | NQ        | NQ        | NQ        | NQ        | NQ    | NQ      | [ 3 ]  |

### Judo
| Zawodnik   | Konkurencja | 1/16                | 1/8                 | Ćwierćfinał         | Półfinał            | Repasaże            | Finał / 3.miejsce   | Finał / 3.miejsce | Źródła |
| Zawodnik   | Konkurencja | Przeciwniczka Wynik | Przeciwniczka Wynik | Przeciwniczka Wynik | Przeciwniczka Wynik | Przeciwniczka Wynik | Przeciwniczka Wynik | Pozycja           | Źródła |
| ---------- | ----------- | ------------------- | ------------------- | ------------------- | ------------------- | ------------------- | ------------------- | ----------------- | ------ |
| Ian Sancho | -66 kg (m)  | Cullhaj W 11-00     | An Ba-ul P 00-10    | NQ                  | NQ                  | NQ                  | NQ                  | 9.                | [ 4 ]  |

### Kolarstwo

#### Kolarstwo szosowe
| Zawodnik          | Konkurencja                    | Czas    | Pozycja | Źródło |
| ----------------- | ------------------------------ | ------- | ------- | ------ |
| Andrey Amador     | wyścig ze startu wspólnego (m) | 6:21:46 | 68.     | [ 5 ]  |
| María José Vargas | wyścig ze startu wspólnego (k) | NQ      | NQ      | [ 6 ]  |

#### Kolarstwo BMX
| Zawodnik       | Konkurencja        | Eliminacje | Eliminacje | Eliminacje | Eliminacje | Finał      | Finał      | Finał | Pozycja | Źródło |
| Zawodnik       | Konkurencja        | Przejazd 1 | Przejazd 2 | Średnia    | Miejsce    | Przejazd 1 | Przejazd 2 | Wynik | Pozycja | Źródło |
| -------------- | ------------------ | ---------- | ---------- | ---------- | ---------- | ---------- | ---------- | ----- | ------- | ------ |
| Kenneth Tencio | freestyle mężczyzn | 75,20      | 84,40      | 79,80      | 6.         | 84,20      | 90,50      | 90,50 | 4.      | [ 7 ]  |

### Lekkoatletyka
Konkurencje biegowe
| Zawodnik        | Konkurencja            | Eliminacje | Eliminacje | Półfinał | Półfinał | Finał   | Finał   | Źródło |
| Zawodnik        | Konkurencja            | Wynik      | Miejsce    | Wynik    | Miejsce  | Wynik   | Miejsce | Źródło |
| --------------- | ---------------------- | ---------- | ---------- | -------- | -------- | ------- | ------- | ------ |
| Gerald Drummond | 400 m przez płotki (m) | 49,92      | 7.         | NQ       | NQ       | NQ      | NQ      | [ 8 ]  |
| Andrea Vargas   | 100 m przez płotki (k) | 12,71      | 1.         | 12,69    | 3.       | NQ      | NQ      | [ 9 ]  |
| Noelia Vargas   | chód na 20 km (k)      | N/A        | N/A        | N/A      | N/A      | 1:35:07 | 21.     | [ 10 ] |

### Pływanie
| Zawodnik        | Konkurencja          | Eliminacje | Eliminacje | Półfinał | Półfinał | Finał | Finał   | Źródło |
| Zawodnik        | Konkurencja          | Czas       | Miejsce    | Czas     | Miejsce  | Czas  | Miejsce | Źródło |
| --------------- | -------------------- | ---------- | ---------- | -------- | -------- | ----- | ------- | ------ |
| Arnoldo Herrera | 200 m klasycznym (m) | 2:20,09    | 38.        | NQ       | NQ       | NQ    | NQ      | [ 11 ] |
| Beatriz Padrón  | 200 m dowolnym (k)   | 2:04,56    | 25.        | NQ       | NQ       | NQ    | NQ      | [ 12 ] |

### Surfing
| Zawodnik             | Konkurencja | Eliminacje | Eliminacje | Eliminacje | Eliminacje | 1/8 finału            | Ćwierćfinał        | Półfinał         | Finał/3 miejsce  | Pozycja | Źródło |
| Zawodnik             | Konkurencja | Runda 1    | Runda 1    | Runda 2    | Runda 2    | 1/8 finału            | Ćwierćfinał        | Półfinał         | Finał/3 miejsce  | Pozycja | Źródło |
| Zawodnik             | Konkurencja | Wynik      | Miejsce    | Wynik      | Miejsce    | Przeciwnik Wynik      | Przeciwnik Wynik   | Przeciwnik Wynik | Przeciwnik Wynik | Pozycja | Źródło |
| -------------------- | ----------- | ---------- | ---------- | ---------- | ---------- | --------------------- | ------------------ | ---------------- | ---------------- | ------- | ------ |
| Brisa Hennessy       | kobiety     | 12,20      | 2.         | N/A        | N/A        | Williams W 12,00-7,73 | Marks P 6,83-12,50 | NQ               | NQ               | 5.      | [ 13 ] |
| Leilani McGonagle    | kobiety     | 9,64       | 3.         | 9,63       | 4          | NQ                    | NQ                 | NQ               | NQ               | 17.     | [ 13 ] |
| Carlos Muñoz Herrera | mężczyźni   | DNS        | DNS        | DNS        | DNS        | DNS                   | DNS                | DNS              | DNS              | DNS     | [ 14 ] |

### Taekwondo
| Zawodnik        | Konkurencja   | 1/8              | Ćwierćfinał      | Półfinał         | Repesaż          | Finał/3.miejsce  | Finał/3.miejsce | Źródło |
| Zawodnik        | Konkurencja   | Przeciwnik Wynik | Przeciwnik Wynik | Przeciwnik Wynik | Przeciwnik Wynik | Przeciwnik Wynik | Pozycja         | Źródło |
| --------------- | ------------- | ---------------- | ---------------- | ---------------- | ---------------- | ---------------- | --------------- | ------ |
| Nishy Lee Lindo | -57 kg kobiet | İlgün P 5-16     | NQ               | NQ               | NQ               | NQ               | 11.             | [ 15 ] |